# کای انگل
آنتون فدچنکوف (به انگلیسی: Anton Fedchenkov) (متولد ۴ سپتامبر سال ۱۹۹۲) که با نام مستعار کای انگل (به انگلیسی: Kai Engel) شناخته میشود، آهنگساز فیلم و موسیقی‌دان روسی است.
سبک موسیقی وی آلترناتیو/ایندی است.

## آثار

### آلبوم ها

#### ۲۰۱۴
- Evening Colours
- Deathless - The Renaissance
- Irsen's Tale

#### ۲۰۱۵
- Calls and Echoes
- Paradigm Lost
- Written in Ink
- Atlantida
- Rain Catcher
- The Scope
- Idea
- Chapter One / Cold

#### ۲۰۱۶
- Chapter Three / Mild
- Chapter Three / Warm
- Better Way

#### ۲۰۱۷
- The Run
- Caeli

#### ۲۰۱۸
- Sustains

#### ۲۰۱۹
- Chapter Four / Fall
- Stay
- Satin
- Lesicia